# Iceland International 2025
Die Iceland International 2025 im Badminton fanden vom 23. bis zum 26. Januar 2025 in der TBR-Halle in Reykjavík statt.

## Sieger und Platzierte
| Disziplin    | Gold                            | Silber                       | Bronze                                          |
| ------------ | ------------------------------- | ---------------------------- | ----------------------------------------------- |
| Herreneinzel | Karan Rajan Rajarajan           | Mathias Solgaard             | Julien Scheiwiller                              |
| Herreneinzel | Karan Rajan Rajarajan           | Mathias Solgaard             | Mikkel Langemark                                |
| Dameneinzel  | Rachel Sugden                   | Julie Franconville           | Azkya Aliefa Ruhanda                            |
| Dameneinzel  | Rachel Sugden                   | Julie Franconville           | Aurelia Salsabila                               |
| Herrendoppel | Andy Buijk Aymeric Tores        | Noah Haase Joep Strooper     | Iljo van Delsen Yaro van Delsen                 |
| Herrendoppel | Andy Buijk Aymeric Tores        | Noah Haase Joep Strooper     | Kristófer Darri Finnsson Davíð Bjarni Björnsson |
| Damendoppel  | Kirsten de Wit Meerte Loos      | Sophia Lemming Nicoline Tang | Julie Franconville Cloé Brand                   |
| Damendoppel  | Kirsten de Wit Meerte Loos      | Sophia Lemming Nicoline Tang | Anne Sofie Grandahl Jakobsen Jasmin Willis      |
| Mixed        | Mikkel Klinggaard Nicoline Tang | Aymeric Tores Kirsten de Wit | Davíð Bjarni Björnsson Arna Karen Jóhannsdóttir |
| Mixed        | Mikkel Klinggaard Nicoline Tang | Aymeric Tores Kirsten de Wit | Jakob Clausen Jessen Sophia Lemming             |